# Krystyna Meissner
Krystyna Meissner (* 19. Juni 1933 in Warschau; † 20. Februar 2022) war eine polnische Theaterregisseurin und Intendantin.

## Leben
Meissner schloss an der Universität Warschau 1956 ein Studium der Polonistik und 1962 an der Staatlichen Theaterhochschule in Warschau ein Studium der Regie ab. Als Regisseurin debütierte sie 1961 am Ateneum-Theater in Warschau. In den 1970er-Jahren arbeitete sie mit dem Polnischen Fernsehtheater sowie dem Polnischen Theater Warschau zusammen. Daneben inszenierte sie auch an Theatern in Rzeszów, Elbląg und Toruń. Das Lubliner Leon-Kruczkowski-Theater in Zielona Góra leitete sie von 1980 bis 1983 und anschließend von 1983 bis 1996 das Wilam-Horzyca-Theater in Toruń. Dort war sie 1991 Initiatorin des internationalen Theaterfestivals Kontakt in Toruń. Die Leitung des Alten Theaters in Krakau übernahm sie 1997, wurde jedoch bereits 1998 vom Ensemble zum Weggang bewegt. Daraufhin leitete sie von 1999 bis 2012 das Zeitgenössische Theater Breslau, wo sie 2001 das internationale Theaterfestival Dialog gründete. Sie war dreimal Jurymitglied des Europäischen Theaterpreises.

## Inszenierungen (Auswahl)
- 1968: Moralność pani Dulskiej von Gabriela Zapolska am Polnischen Theater Bydgoszcz
- 1969: Romulus Wielki von Friedrich Dürrenmatt am Wilam-Horzyca-Theater
- 1973: Moralność pani Dulskiej von Gabriela Zapolska am Polnischen Theater Warschau
- 1977: Iwona księżniczka Burgunda von Witold Gombrowicz am Wilam-Horzyca-Theater
- 1983: Kartoteka von Tadeusz Różewicz am Lubliner Leon-Kruczkowski-Theater
- 1984: Balladyna von Juliusz Słowacki am Wilam-Horzyca-Theater
- 1987: Zmierzch von Isaak Babel am Wilam-Horzyca-Theater
- 1990: Nie-Boska komedia von Zygmunt Krasiński
- 1996. Wesele von Stanisław Wyspiański am Wilam-Horzyca-Theater
- 2003: Królewna Orlica von Tadeusz Miciński

## Auszeichnungen (Auswahl)
- 1982: Verdienter der polnischen Kultur
- 1992: Preis des Präsidenten von Toruń
- 1994: Paszport Polityki in der Kategorie Theater
- 2005: Offizierskreuz Polonia Restituta
- 2014: Goethe-Medaille